# برج میراث داکا
برج میراث داکا (به لاتین: Legacy Tower) یک ساختمان بلندمرتبه در بنگلادش است که در Purbachal New Town واقع شده‌است.